# Логиярви
Логиярви (Логи-ярви, Лохи, Лохи-ярви) — водораздельное пресноводное озеро на территории Кестеньгского сельского поселения Лоухского района Республики Карелии.

## Общие сведения
Площадь озера — 8,3 км², площадь водосборного бассейна — 37,3 км². Располагается на высоте 201,9 метров над уровнем моря.
Форма озера лопастная, подковообразная, продолговатая: оно более чем на шесть километров вытянуто с северо-запада на юго-восток. Берега изрезанные, каменисто-песчаные, преимущественно возвышенные, местами заболоченные.
Логиярви является водораздельным озером, сток из которого происходит в двух направлениях:
- С северо-западной стороны из Логиярви вытекает протока, впадающая в озеро Катошлампи, которое, в свою очередь, соединяется протокой с озером Тухкальским. Из последнего берёт начало река Корпийоки, впадающая в реку Пончу, которая, в свою очередь, впадает в Пяозеро[1][7].
- С северной стороны из Логиярви вытекает короткая протока, впадающая в озеро Манинкиярви — исток реки Манинки[1][7].

В Логиярви расположено около десяти безымянных островов различной площади, рассредоточенных по всей площади водоёма, однако их количество может варьироваться в зависимости от уровня воды.
Населённые пункты и автодороги вблизи водоёма отсутствуют.
Код объекта в государственном водном реестре — 02020000411102000000414.